# Розріз скальської серії силура

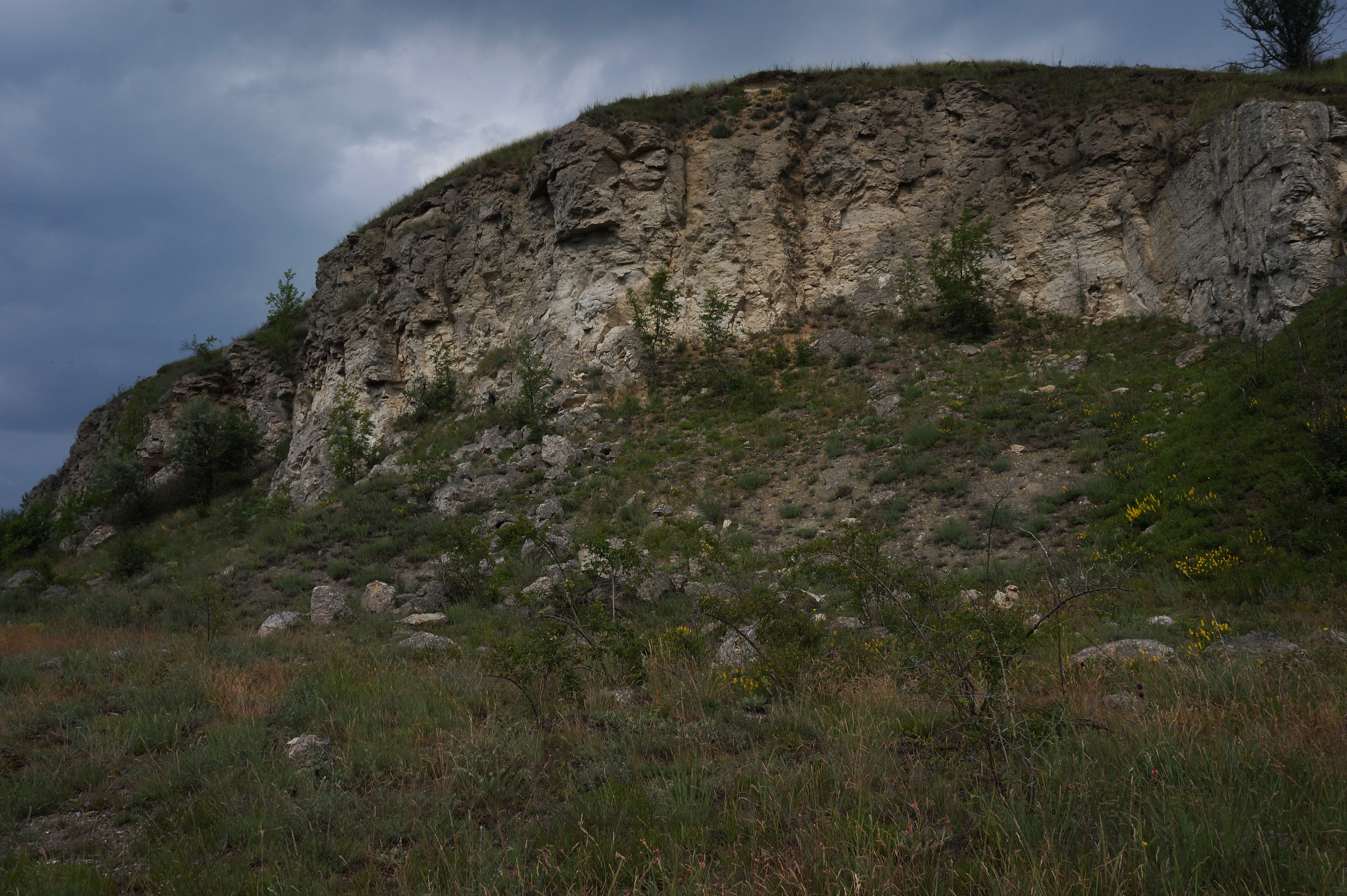

Ро́зріз ска́льської се́рії силу́ра — геологічна пам'ятка природи місцевого значення в Україні. Об'єкт природно-заповідного фонду Хмельницької області.  
Розташована в межах Кам'янець-Подільського району Хмельницької області, на південний схід від села Завалля. 
Площа 2,3 га. Статус присвоєно згідно з рішенням ОВК № 278 від 04.09.1982 року. 
Статус присвоєно для збереження стратиграфічних профілів осадових порід, що розташовані на лівому березі річки Збруч, за 300 м південніше входу до печери Атлантида. Являє собою геологічний розріз нижньої половини варницької свити із залишками вищих рослин верхнього силуру.